# Raften
Raften est une localité du comté de Nordland, en Norvège.

## Géographie
Administrativement, Raften fait partie de la kommune de Hadsel.